# Corriere della Sera
Corriere della Sera (z wł. „Kurier wieczorny”) – jeden z czołowych dzienników we Włoszech. Reprezentuje orientację centrolewicową. Jego nakład sięga 690 tysięcy egzemplarzy (największy we Włoszech), ma też cztery tzw. wydania lokalne. Stanowi konkurencję dla wydawanego w Rzymie dziennika „La Repubblica” oraz w Turynie „La Stampa”.
Jest trzecią najchętniej czytaną przez Włochów gazetą – zaraz po „La Gazzetta dello Sport” i „La Repubblica”.
Dla Corriere della Sera pisali m.in. Italo Calvino, Pier Paolo Pasolini, Oriana Fallaci.

## Historia
Dziennik został założony przez intelektualistę z Neapolu Eugenia Torellego Viollier. Viollier wzorował się na pomyśle gazety stworzonej w Turynie przez młodego dziennikarza Giuseppe Rovelliego. Pierwowzór Corriere della Sera ukazał się 1 sierpnia 1866 roku. Rovelliemu udało się jednak wydać tylko dwa numery. Na kolejne zabrakło mu pieniędzy. Dekadę później Viollier dysponował już odpowiednim kapitałem, pozwalającym wydawać tytuł co najmniej przez rok.
Pierwszy numer nowego Corriere della Sera ukazał się w Mediolanie i trafił do czytelników 5 marca 1876 roku. Gazeta w dniu premiery miała 15000 egzemplarzy nakładu, cztery strony, a na każdej pięć kolumn. W Mediolanie kosztowała 5 centów, poza miastem – 7 centów. Nad pierwszym numerem pracowała czteroosobowa redakcja w składzie: Torelli Viollier, Raffaello Barbiera, Giacomo Raimondi i Ettore Teodori Buini.
Dziennik skierowany był głównie do wyższych sfer, ale kiedy lata osiemdziesiąte XIX wieku przyniosły rozwój przemysłu w Mediolanie, redakcja Corriere della Sera szybko zwróciła się w stronę robotników i przemysłowców. To pozwoliło na rozwój gazety i umożliwiło inwestycje w korespondentów i telegraf. Trzech dziennikarzy wyjechało do Londynu, Wiednia i Paryża a Viollier osobiście przejął dostarczanie informacji z parlamentu.
Od 1883 roku gazeta miała dwa wydania dziennie i zaczęła docierać do pozostałych regionów Włoch. Siedem lat później Corriere della Sera miała już trzy wydania dziennie (poranne, południowe i wieczorne), pracowało dla niej 150 dziennikarzy i korespondentów. Nakład sięgał 65 tysięcy egzemplarzy.
I wojna światowa przyniosła gazecie kłopoty. 380 osób z 700 ówczesnych pracowników dostało powołanie do wojska. Gazeta wykorzystała to, publikując przesyłane przez nich relacje z frontu. To spowodowało skokowy wzrost popularności. Przed wojną nakład wynosił 350 tys. egzemplarzy, tuż po niej blisko 400 tys., a w 1920 roku 600 tys.
Po przejęciu władzy przez Mussoliniego, redakcja stanęła w opozycji do nowych rządów, co doprowadziło do szykan i w konsekwencji, w 1925 roku do przejęcia gazety przez reżim. Na dawne tory tytuł wrócił dopiero w 1945 roku.
W wyniku strajku pracowników działów niedziennikarskich przeciw grupowym zwolnieniom w RCS MediaGroup 10 lipca 2015 roku nie ukazało się piątkowe wydanie dziennika.